# Сусанна (Новий Заповіт)

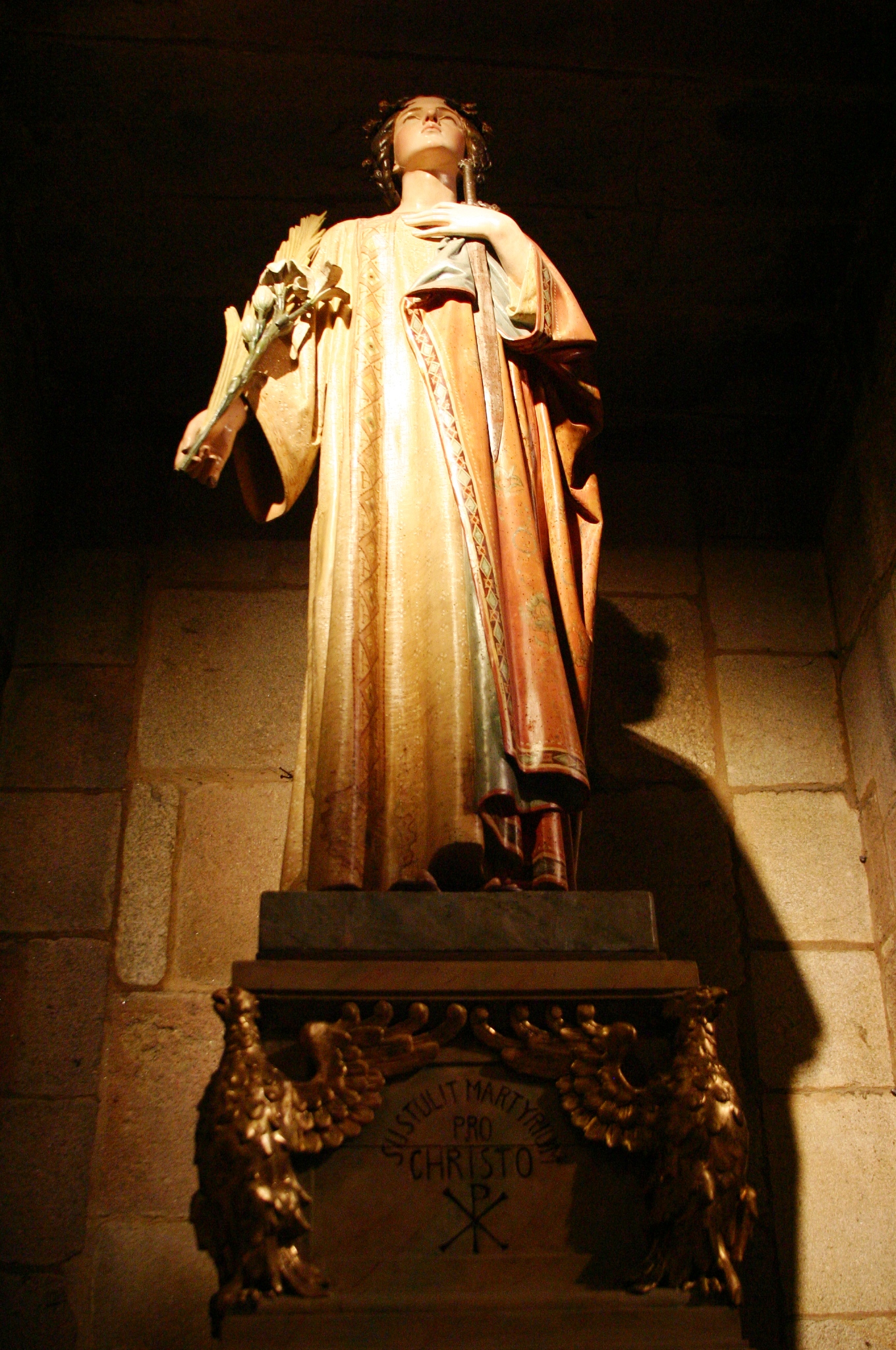

Свята Сусанна (івр. שׁוֹשַׁנָּה, Шошанна — біла лілія) — новозавітна жінка, що слідувала за Ісусом Христом разом з апостолами коли Він проходив містами і селами Ізраїлю. Сусанна згадується в Євангелії від Луки (Лк. 8:1–3):
1 І сталось, що Він після того проходив містами та селами, проповідуючи та звіщаючи Добру Новину про Боже Царство. Із ним Дванадцять були,
2 та дехто з жінок, що були оздоровлені від злих духів і хвороб: Марія, Магдалиною звана, що з неї сім демонів вийшло,
3 і Іванна, дружина Худзи, урядника Іродового, і Сусанна, і інших багато, що маєтком своїм їм служили.